# Aglaoschema potiguassu
Aglaoschema potiguassu là một loài bọ cánh cứng trong họ Cerambycidae.